# Mianyang
Mianyang (xinès simplificat: 绵阳; xinès tradicional: 綿陽; pinyin: Miányáng; Wade–Giles: Mien-yang; antigament coneguda com Mienchow) és la segona ciutat més gran a nivell de prefectura de la província de Sichuan, al sud-oest de la República Popular de la Xina. Situada al centre-nord de Sichuan, amb una àrea de 20.281 quilòmetres quadrats, inclou Jiangyou, una ciutat a nivell de comtat, cinc comtats i tres districtes urbans. La seva població total era de 4.868.243 persones al cens xinès del 2020, de les quals 2.232.865 viuen a la seva àrea urbanitzada (o metropolitana) formada per tres districtes urbans.

## Geografia
Mianyang es troba a l'extrem nord-oest de la conca de Sichuan, al curs superior i mitjà del riu Fu. La seva àrea administrativa oscil·la en latitud de 30° 42' a 33° 03' N i en longitud de 103° 45' a 105° 43' E. Les prefectures frontereres són Guangyuan al nord-est, Nanchong a l'est, Suining al sud, Deyang al sud-oest, i la Prefectura Autònoma Tibetana i Qiang d'Aba a l'oest. També limita amb Gansu per una petita secció al nord.

### Clima
Mianyang té un clima subtropical humit influït pel monsó (Köppen Cwa) i és en gran part suau i humit, amb quatre estacions diferents. L'hivern és curt, suau i boirós, tot i que les precipitacions són baixes. El gener té una temperatura mitjana de 5,3 °C i, tot i que es poden produir gelades, la neu és rara. Els estius són llargs, calorosos i humits, amb màximes que sovint superen els 30 °C. La mitjana diària al juliol, el mes més càlid, és de 25,7 °C . Les pluges són lleugeres a l'hivern i poden ser abundants a l'estiu, i més del 70% de les pluges cauen de maig a setembre. El període anual lliure de gelades a la major part de la prefectura dura entre 252 i 300 dies, i només hi ha 1.100 hores de sol anuals, que ni tan sols és el 30% del total possible.

## Història
Mianyang, que era coneguda com Fuxian (comtat de Fu) a l'antiguitat, havia avançat en l'agricultura durant les dinasties Qin (221-206 aC) i Han (206 aC-220 aC). Té una història de més de 2.200 anys des que l'emperador Gaozu de Han va establir el primer comtat a aquesta zona l'any 201 aC. A causa de la seva avantatjosa ubicació, sempre havia estat una ciutat de gran importància militar i va formar una defensa natural per a Chengdu.
Mianyang és la seu del CAEP i de la Ciutat de la Ciència, un immens complex d'investigació militar que va ser el lloc on es va desenvolupar la primera bomba nuclear de la Xina.
La ciutat pròpiament dita només va ser lleugerament danyada pel terratrèmol del 12 de maig de 2008. No obstant això, el comtat de Beichuan, que es troba a la prefectura, va ser una de les regions més afectades després del terratrèmol, inclòs el campus de l'escola secundària de Beichuan on més de 1.000 estudiants van perdre la vida després de l'ensorrament de dos edificis principals. Es diu que al voltant del 80% dels edificis del comtat es van ensorrar, inclòs el seu principal edifici governamental. El 7 de juny de 2008, el nombre de víctimes pel terratrèmol a la prefectura de Mianyang va ser de 21.963 persones mortes, 167.742 ferides i 8.744 persones desaparegudes.